# 腋花点地梅
腋花点地梅（学名：Androsace axillaris）为报春花科点地梅属下的一个种。

## 扩展阅读
- 維基物種上的相關：腋花点地梅